# أساطير بلطيقية

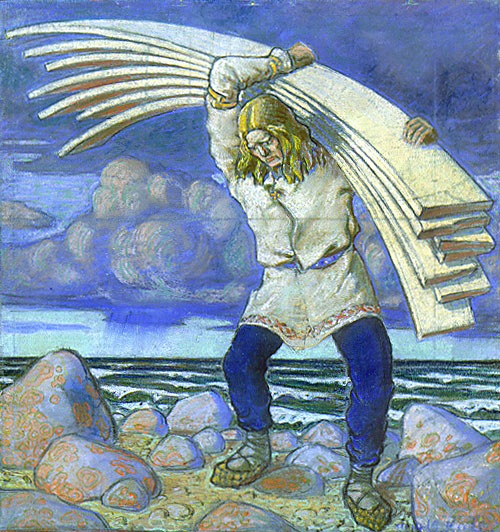
رسم توضيحي من كاليفانبوغات

أساطير البلطيق هي مجموعة أساطير خاصة بشعب البلطيق نابعة من الوثنية البلطيقية واستمرت بعد التنصير والفلكلور البلطيقي.

## الأصول
تنشأ جذور الأساطير البلطيقية من الأساطير الهندو أوروبية البدائية. كانت منطقة البلطيق واحدة من آخر المناطق في أوروبا التي تحولت إلى المسيحية، بدايةً من القرن الخامس عشر واستمرت لقرن على الأقل، في حين لا توجد نصوص أصلية تفصل أساطير شعوب البلطيق خلال فترة الوثنية، ويمكن اكتساب معرفة الأساطير من السجلات الروسية والألمانية، والفولكلور اللاحق، عن طريق علم أصول الكلمات، وعلم الأساطير المقارن.
وفي حين أن السجلات القديمة (القرن الرابع عشر والخامس عشر) كانت إلى حد كبير نتاج المبشرين الذين سعوا إلى القضاء على الوثنية الأصلية لشعوب البلطيق، إلا أن المواد الغنية ظلت موجودة في الفولكلور البلطيقي، كانت هذه المادة ذات قيمة خاصة في الدراسات الهندية الأوروبية، مثلها في ذلك مثل اللغات البلطيقية، يعتبرها العلماء محافظة للغاية، مما يعكس عناصر من الديانة الهندية الأوروبية البدائية. يتم تمثيل التوائم الإلهية الهندية الأوروبية بشكل جيد بصفة خاصة باسم ديفا ديلي (أبناء الله باللاتفية) وديفو سينيالي (أبناء الله بالليتوانية). وفقًا للفولكلور، هم أبناء ديفاس (ليتوانيا ولاتفيا؛ انظر الإله الهندي الأوروبي البدائي ديوس). يرتبط مع الإخوة وأبيهم إلهتان؛ الشمس المجسدة، سول («الشمس» باللاتفية) وسولس ميتا («ابنة الشمس» باللاتفية).

### معلومات المراجع
- جان بويفيل (1989 [1987]). Comparative Mythology. مطبعة جامعة جونز هوبكينز.
- جاي بي مالوري دوغلاس كوينتين آدامز (Editors) (1997). Encyclopedia of Indo-European Culture. تايلور وفرانسيس. (ردمك 1-884964-98-2)